# Terrasses arrosseres de Banaue
Les Terrasses arrosseres de Banaue a les serralades de les Filipines són un bé declarat com a Patrimoni de la Humanitat per la UNESCO l'any 1995 i declarat en perill entre els anys 2001 i 2012.